# Gautam Adani
Gautam Adani (Ahmedabad, 24 giugno 1962) è un imprenditore indiano, miliardario, presidente e fondatore nel 1988 di Adani Group, una multinazionale con sede ad Ahmedabad, impegnata nello sviluppo e nelle operazioni portuali in India.
Nel tempo ha diversificato il business in risorse, logistica, energia, agricoltura, difesa e aerospaziale. Secondo Forbes e secondo Bloomberg, al 23 luglio 2023, il patrimonio della sua famiglia ammontava a 51,9 miliardi di dollari, rendendolo uno degli uomini più ricchi al mondo.
Adani è stato descritto come vicino al primo ministro indiano Narendra Modi e al suo partito Partito del popolo Indiano di destra al potere.  Ciò ha portato ad accuse di clientelismo, poiché le sue aziende hanno vinto molti contratti del governo indiano per l'energia e le infrastrutture dopo che Modi è diventato Primo Ministro dell'India.  Nel gennaio 2023, a seguito delle accuse di manipolazione delle azioni e frode, la fortuna personale di Adani è crollata di oltre il 73% a circa 33,4 miliardi di dollari USA, al 27 febbraio 2023, scendendo al 39º posto nell'indice Forbes e Bloomberg Billionaires.

## Biografia
Gautam Adani è nato il 24 giugno 1962 in una famiglia Jain da Shantilal e Shanti Adani a Ahmedabad, nel Gujarat.
Ha 7 fratelli e i suoi genitori sono emigrati dalla città di Tharad, nella parte settentrionale del Gujarat. Suo padre era un commerciante di tessuti. È stato educato alla scuola Sheth Chimanlal Nagindas Vidyalaya di Ahmedabad. Si è iscritto all'Università del Gujarat, per ottenere una laurea in economia e commercio, ma ha abbandonato gli studi dopo il secondo anno.
Adani era un appassionato di imprenditoria, ma non dell'attività tessile di suo padre.

### Attività
Nel 1978, da adolescente, Adani si trasferì a Mumbai per lavorare come selezionatore di diamanti per Mahendra Brothers. Ha lavorato lì per 2-3 anni prima di stabilire la sua propria azienda di intermediazione di diamanti allo Zaveri Bazaar di Mumbai.
Nel 1981, suo fratello maggiore Mansukhbhai Adani acquistò un'azienda produttrice di materiale polimerico ad Ahmedabad e lo invitò a gestire le operazioni. Questa impresa si rivelò essere la porta d'accesso di Adani al commercio globale attraverso le importazioni di cloruro di polivinile (PVC).
Nel 1985, iniziò a importare polimeri primari per le piccole industrie. Nel 1988, Adani fondò la Adani Exports Limited, ora conosciuta come Adani Enterprises Limited, la holding del gruppo Adani. Originariamente, l'azienda si occupava di prodotti agricoli e di energia.
Nel 1991 le politiche di liberalizzazione economica si rivelarono favorevoli per la sua azienda e iniziò ad espandere le attività nel commercio di metalli, tessuti e prodotti agricoli.
Nel 1994, il governo del Gujarat annunciò l'esternalizzazione gestionale del porto di Mundra e nel 1995 Adani ottenne il contratto.
Nel 1995, ha istituito il primo molo. Originariamente gestito da Mundra Port & Special Economic Zone, le operazioni sono state trasferite a Adani Ports & SEZ Limited (APSEZ). Oggi, l'azienda è il più grande operatore privato multi-porto. Il porto di Mundra è il più grande porto del settore privato in India, con la capacità di gestire quasi 210 milioni di tonnellate di carico all'anno.
Nel 1996, Adani ha fondato Adani Power Limited. Adani Power possiede centrali termiche con una capacità di 4620 MW, il più grande produttore privato di energia termica del paese.
Nel 2006, Adani è entrato nel business della generazione di energia. Dal 2009 al 2012, ha acquisito Abbot Point Port in Australia e Carmichael Coal nel Queensland.
Nel maggio 2020, Adani ha vinto la più grande offerta solare al mondo della Solar Energy Corporation of India (SECI) del valore di 6 miliardi di dollari. Il progetto della centrale fotovoltaica da 8000 MW sarà ripreso da Adani Green; e Adani Solar stabilirà 2000 MW di capacità produttiva aggiuntiva di celle e moduli solari.
Nell'agosto 2022, AMG Media Networks Limited (AMNL), un'unità di Adani Group, ha dichiarato di voler acquistare RRPR Holding, proprietaria del 29,18% dell'emittente nazionale di notizie NDTV, e ha presentato un'offerta aperta per l'acquisto di un ulteriore 26%. In una dichiarazione, NDTV ha affermato che Adani ha acquisito la sua quota tramite una terza parte senza informare i fondatori dell'azienda, l'ex giornalista Radhika Roy e il marito economista Prannoy Roy e che l'accordo è stato concluso "senza discussione, consenso o preavviso".  Questa offerta ha anche sollevato preoccupazioni per quanto riguarda l'indipendenza editoriale in India, dal momento che Adani è considerato vicino al Bharatiya Janata Party al governo del primo ministro Narendra Modi. A dicembre 2022, Adani è stato descritto come il proprietario della più grande partecipazione azionaria in NDTV. The Economist ha sostenuto che prima dell'acquisto di Adani, il canale di notizie NDTV era "critico nei confronti del governo ma ora è supino".

## Vita privata
Gautam Adani è sposato con Priti Adani e ha due figli.
È stato rapito e tenuto in ostaggio per un riscatto nel 1998, ma è stato rilasciato senza che i rapitori riscuotessero il denaro. Era nel Taj Hotel durante gli attacchi di Mumbai del 2008.

## Filantropia
Gautam Adani è il presidente della Fondazione Adani, finanziata dal gruppo Adani. È stata fondata nel 1996. Oltre al Gujarat, la Fondazione opera negli stati di Maharashtra, Rajasthan, Himachal Pradesh, Madhya Pradesh, Chhattisgarh e Odisha.
Nel marzo 2020, ha contribuito con 1 miliardo di rupie al PM CARES Fund attraverso il braccio filantropico del suo gruppo, per combattere l'epidemia di Coronavirus. Un contributo di 50000000 ₹ è stato dato al Gujarat CM Relief Fund e 1 crore di ₹ al Maharashtra CM Relief Fund.